# BackWerk

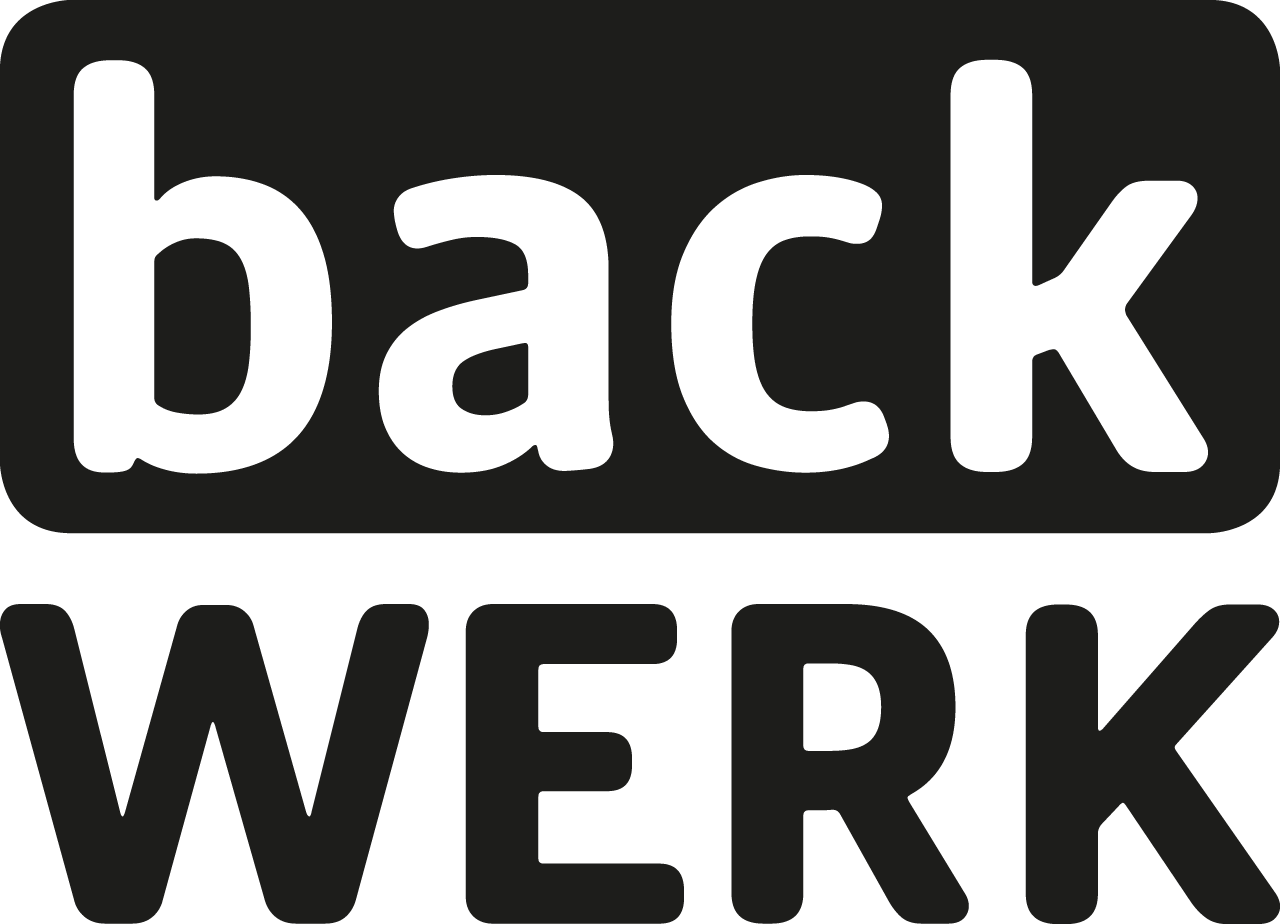
Logo von BackWerk

BackWerk ist die erste deutsche SB-Bäckerei und gilt als Erfinder dieses Betriebstyps. Die Marke BackWerk wird neben den Marken Ditsch und Back-Factory als Franchisesystem von der Valora Food Service Deutschland GmbH (früher: BackWerk Management GmbH) in Essen geführt.
BackWerk hat Verkaufsstellen in Deutschland, Österreich, der Schweiz und den Niederlanden. Mit über 6 Millionen Kunden pro Monat gehört BackWerk zu den drei absatzstärksten Bäckereimarken Deutschlands.
In Österreich war BackWerk im September 2017 mit mehr als 20 Standorten vertreten. 2010 wurde das erste BackWerk in der Schweiz eröffnet.

## Geschichte
Die erste SB-Bäckerei Europas wurde im Februar 2001 in Düsseldorf vom Bäckermeister und Lebensmitteltechniker Robert Kirmaier und seiner Frau Marion Kirmaier eröffnet. Die ersten fünf Filialen wurden in Düsseldorf, Köln und Duisburg errichtet. Im Vorfeld war das Konzept der SB-Bäckerei bereits erfolgreich in großen Handelsketten umgesetzt worden. 2002 übernahmen Hans-Christian Limmer und Dirk Schneider BackWerk. Die Umstrukturierung von einem Filialunternehmen in ein Franchisesystem führte ab 2003 zu einem sprunghaften Wachstum. 2003 expandierte BackWerk zunächst über Nordrhein-Westfalen hinaus nach Bayern. 2004 kamen bundesweit 30 Standorte hinzu. Die größte Steigerung erfolgte 2005 durch die Eröffnung von 40 neuen Verkaufsstellen innerhalb eines Jahres. Im Jahre 2006 wurde das Konkurrenzunternehmen Die Backfabrik mit 13 Standorten in Nordrhein-Westfalen von BackWerk übernommen. Ende 2007 bestanden 150 SB-Bäckereien unter dem Namen BackWerk, darunter die erste ausländische Filiale in Graz, Österreich. Im Jahr 2008 übernahm BackWerk die SB-Bäckereikette Baker’s Family mit über 30 Filialen von der Lieken AG.
Insgesamt bestanden im September 2017 mehr als 340 Standorte in Deutschland, Österreich, den Niederlanden, der Schweiz und Slowenien, von denen nur eine als eigene Filiale operiert. Alle anderen Backwerke werden von Franchisepartnern geführt. Derzeit gibt es mehr als 220 Partner, die bis zu fünf Geschäfte betreiben. Parallel zur Weiterentwicklung des Systems in Deutschland wächst BackWerk auch im Ausland. Im Jahr 2009 wurden die ersten Geschäfte in den Niederlanden und in Slowenien eröffnet, 2010 folgte die erste Filiale in der Schweiz.
Anfang 2014 beteiligte sich der schwedische Finanzinvestor EQT mehrheitlich an der BackWerk-Unternehmensgruppe.
Am 18. September 2017 kündigte die Schweizer Valora-Gruppe die vollständige Übernahme von BackWerk für rund 190 Mio. Euro im 4. Quartal an. Am 27. Oktober 2017 erfolgte, nach Zustimmung der Kartellbehörden, der Abschluss der Übernahme.
Am 4. Mai 2018 eröffnete BackWerk seinen 350. Standort in Bochum. Der neue Standort soll die neue Marketingstrategie vermitteln; durch ein neues Ladendesign lädt das Franchiseunternehmen zum längeren Verweilen ein.

## Konzept
Das Konzept ist eine „Backgastronomie“. Die Filialen bieten ein Sortiment aus etwa 100 Produkten an. Die SB-Theke ist in Kältetheke, Wärmetheke und Basismodul (unbelegte Produkte) unterteilt, dazu gibt es eine größere Getränkeauswahl. Franchisenehmer wenden 30.000 Euro Eigenkapital auf, zahlen 3.600 Euro Eintrittsgebühr und beteiligen den Franchisegeber mit 5,5 % am Umsatz. Ein Standort erzielt durchschnittlich um die 700.000 Euro Jahresumsatz. Der Franchisegeber überprüft die Einhaltung der Richtlinien durch die Betriebe.

## Auszeichnungen
2005 wurde BackWerk als eines der ersten Franchisesysteme vom Deutschen Franchiseverband mit dem DFV-Qualitätssiegel ausgezeichnet. In den Jahren 2008 und 2011 wurde das DFV-Qualitätssiegel erneuert. Alle Betriebe, die für BackWerk arbeiten, sind IFS-zertifiziert. Einige der bei BackWerk erhältlichen Produkte sind DLG-prämiert. Das Magazin Impulse wählte BackWerk im Jahr 2009 auf den fünften, 2011 erstmals auf Platz 1 der besten Franchisesysteme in Deutschland. Im gleichen Jahr wurde BackWerk zum Franchise-Geber des Jahres 2011 gekürt. Im Juni 2013 gewann die BackWerk AT GmbH den Franchise-Award 2013 und wurde somit vom Österreichischen Franchise-Verband ÖFV zum österreichischen Franchise-Geber des Jahres 2013 ausgezeichnet.